# Alexandr Degtiariov
Alexandr Degtiariov (em russo:  Александр Владимирович Дегтярёв, Moscovo, 26 de março de 1955) é um velocista russo na modalidade de canoagem.
Foi vencedor da medalha de Ouro em K-4 1000 m em Montreal 1976 com os seus colegas de equipa Serhiy Chukhrai, Yuriy Filatov e Volodymyr Morozov.